# Martín Ugalde Orradre
Martín Ugalde Orradre (1921-2004) fue un periodista, político y escritor en lengua vasca español.
Martín Ugalde fue militante del Partido Nacionalista Vasco (PNV) y de Eusko Alkartasuna (EA), participó en el gobierno vasco presidido por Jesús María Leizaola como consejero y director general de Asuntos Vascos en el de Carlos Garaikoetxea. Exiliado en Venezuela donde  tomó relevancia como periodista. Tras su vuelta en 1969 trabajó en la fundación de un periódico en euskera. Realizó muna amplia obra literaria en  euskera y castellano.

## Biografía
Martín Ugalde Orradre nació el 11 de noviembre de 1921 en la localidad guipuzcoana de Andoáin en el País Vasco en España. Realizó los primeros estudios en el colegio de la Salle de su localidad natal hasta el 15 de agosto de 1936, por motivo de la guerra civil española su familia se ve obligada a trasladarse a Mundaca, donde estaría 2 meses y Bilbao donde permanecían 9 meses. De Bilbao, su padre se traslada al frente de Cataluña y luego se exiliaría en Venezuela en 1939, su  hermano menor es evacuado a la Unión Soviética dentro de lo que se conocería posteriormente como Niños de Rusia y su madre va con su marido a Cataluña y él pasan, ya en 1937, a Francia, donde residen primero en Château-Chinon y luego a San Juan Pie de Puerto y Ciboure donde termina el bachillerato dentro de un centro organizado por el Gobierno Vasco en el exilio. Poco antes de la invasión alemana, es internado por un meses y medio en el campo de concentración de Gurs. 
Tras la entrada de Alemania en Francia, en junio de 1940, regresa, con un salvoconducto, junto a su madre a Andoáin donde permanecerían hasta octubre de 1947 cuando se trasladan a Venezuela y se reúnen con el padre. 
 En Andoáin comienza a trabajar en la empresa de fabricación de brocas Laborde Hermanos SA y de 1943 a 1945 realizó el servicio militar en el Regimiento de "Flechas Azules" de Tetuán, a la vuelta se reincorpora al trabajo hasta 1947 que saldría hacia Venezuela.En 1945 se licencia y comienza a escribir artículo en periódico El Diario Vasco.
En 1947 se traslada con su madre a Venzuela, donde se reúne con su padre y, posteriormente, con su hermano que vuelve de la URSS gracias a las gestiones realizadas por el embajador venezolano en Moscú. En 1952 recibe la nacionalidad venezolana con lo que aumenta su actividad literaria y periodística. La familia se establece en Caracas y comienza  participar en diferentes periódicos y siendo nombrado jefe de redacción en la revista semanal Élite desde 1950 hasta 1954 cuando comienza a trabajar  en la empresa  Creole Petroleum Corporation dependiente de Standard Oil of New Jersey que le facilitaría una beca para estudiar en la  universidad Northwestern University of Evanston en Chicago de Estados Unidos donde estudió, entre 1960 y 1962 los grados de Bachelor y Master of Science en Periodismo con especialidad en Revistas y Opinión Pública. En esta empresa fue  director de las revistas interna de la empresa Nosotros dirigida a 15.000 trabajadores de la misma. En 1962 es nombrado director de la revista trimestral El Farol de la empresa norteamericana The Lamp, la cual tenía una tirada de 42.000 ejemplares, a la vez que realizaba labores de supervisión de en Sección de Publicaciones de dicha empresa.
En 1954 comenzó a escribir relatos con los que consiguió premios como el Premio "El Nacional de Caracas" en  1955 con el relato Un real de sueño sobre un andamio  y de nuevo en 1958 con La semilla vieja. En 1961 publica el cuento Iltzalleak que queda como el primer libro en euskera que se publica en Venezuela y considerado como el primer libro de cuentos de la historia de la literatura en euskera. En 1955 se casó con Ana María Martínez Urreiztieta, con quien tuvo un hijo y dos hijas.
Militante del Partido Nacionalista Vasco (PNV) funda y  y preside Eusko Gaztedi, la Junta extrateritorial del partido y la casa vasca en Venezuela. Dentro de su actividad literaria publica en euskera  Umeentzako Kontuak y la obra teatral Ama gaxo dago y en castellano Cuando los peces mueren de sed, Las manos grandes de la niebla, que ganaría el premio "Sésamo" en 1962, y Unamuno y el vascuence. En 1963 obtiene el premio "Nacional de Caracas" de reportajes por San Rafael de Mucuchíes.
En 1969, cuando contaba 48 años de edad regresa al País Vasco comprometiéndose a no intervenir en actividades políticas pero en 972 es nombrado para representar al PNV en el Consejo del Gobierno Vasco en el Interior, sustituyendo a Joseba Rezola ejerciendo de consejero del Gobierno Vasco de Leizaola, lo que le llevó a un nuevo exilio en el País Vasco Francés en 1973.

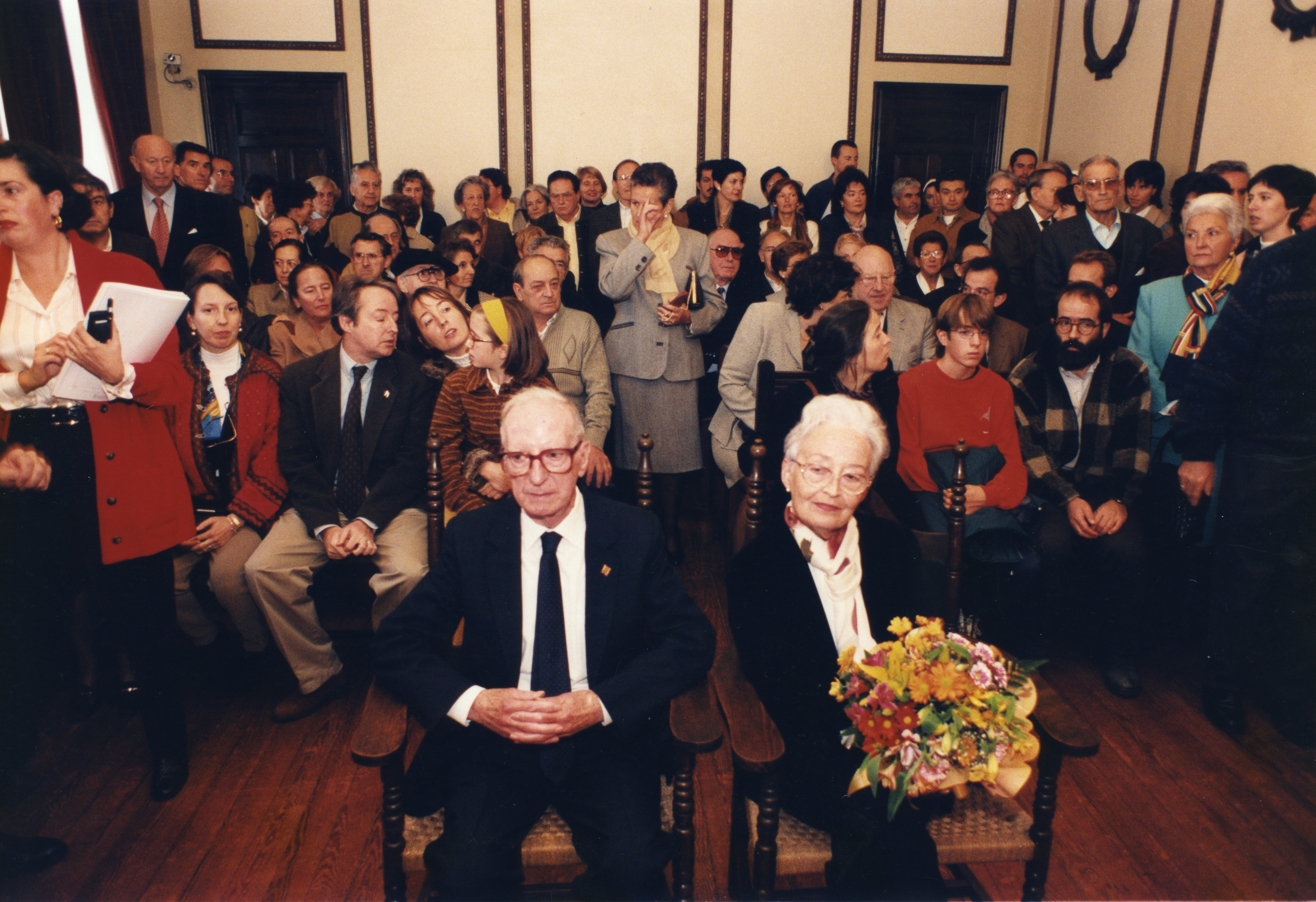
Nombramiento de Hijo Predilecto de Andoáin.

Tras la muerte de Francisco Franco y el cambio político en España regresa de su exilio en  1976 y  se establece en Fuenterrabía y en 1982 es nombrado por el lehendakari Carlos Garaikoetxea director general de Asuntos Vascos dentro de la conserjería de cultura de su gobierno. En 1985, en el conflicto que se abrió en el Partido Nacionalista Vasco, Martín Ugalde, se mantuvo fiel a Garaikoetxea y tras la ruptura del PNV y la fundación de  Eusko Alkartasuna (EA) Ugalde se afilia al EA.
Tras la vuelta a España en 1969, comienza su labor periodística en euskera, participó en la creación de la revista en euskera Zeruko Argia ("Luz del cielo" en castellano) y en 1977-1978, en el diario de orientación nacionalista Deia donde ejerció de subdirector y responsable de la redacción en euskera. En 1978 pasa a ser Jefe del Gabinete de Traducción del Consejo General Vasco y entre 1983 y 1985 ejerce de Director de Promoción del Euskera. Ese año edita Herri baten deihadarra-El grito de un pueblo y colabora en El Exilio en la Literatura Vasca que forma parte de la obra colectiva  El exilio español de 1939.
En 1979 publica Cuentos de inmigrantes, Las casas del Libertador y participa en el  informe sociolingüístico de SIADEKO Conflicto Lingüístico en Euskadi, encargado por Euskaltzaindia. Al año siguiente publica El problema vasco y su profunda raíz político cultural, Historia de Euskadi y Mugarri galduen itsumundua obra con la que conseguiría el  Premio Ciudad de Irún en 1984, año en que publicaría Biografía de tres figuras nacionales vascas: Arana Goiri, Agirre, Leizaola. 
En 1985 saca a la luz las recopilaciones de cuentos Mantal Urdina  (Delantal Azul). En 1990 Lezo Urreztieta 1907-1981  (Lezo dorado 1907-1981) y el cuento Bihotza golkoan (El corazón en el golfo) que compatibiliza con las recopilaciones  de artículos y entrevistas Batasun eta zatiketen artean (Entre la unidad y la división).
En 1992 publica Manuel de Irujo, Mientras tanto fue creciendo la ciudad, De la nueva tierra y los inmigrantes y De la inmensa soledad del hombre y al año siguiente Erroetatik mintzo (Hablando desde la raíz).
En 1989 entró en miembro de la asociación Egunkaria Sortzen y en 1990 forma parte del equipo para la creación del periódico en euskera Euskaldunon Egunkaria en el que se convertiría en "alma mater" del proyecto y del que sería Presidente del Consejo Directivo durante diez años pasando luego a ser presidente honorario. Los años siguientes recibe varios homenajes y en 1999 es nombrado doctor honoris causa por la Universidad del País vasco (UPV)  e Hijo predilecto por el ayuntamiento de Andoáin. Luego recibiría la distinción del "Premio Ciudadano Universal Vasco" otorgada por el Gobierno Vasco y el título de "Vasco Honorífico" otorgado por la academia de la lengua vasca Euskaltzaindia en la que, en 1993, se la había nombrado "Miembro de Honor" y con la que participó en la elaboración de El libro blanco del euskera. En 2002 se inaugura en Andoáin el Parque Cultural Martín Ugalde en el que se instalan muchas empresas relacionadas con la cultura y la lengua vasca.
El 4 de octubre de 2004 falleció en su domicilio de Fuenterrabía tras padecer la enfermedad de  Parkinson los últimos años de su vida.

## Obra

### Cuentos

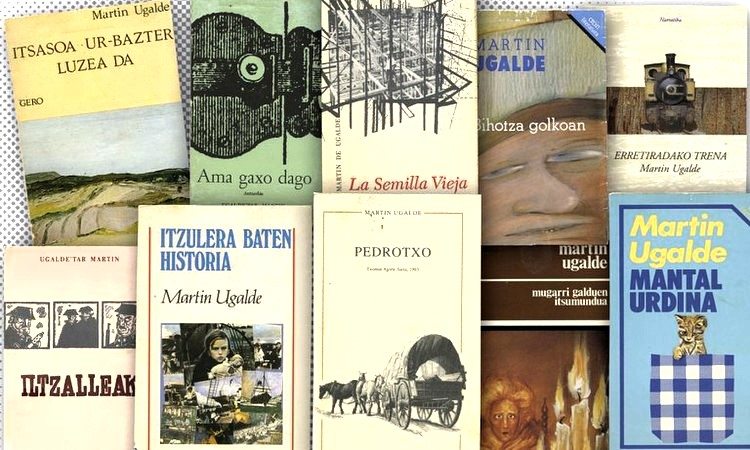
Algunas de sus obras.

- Un real sueño sobre un andamio Cromotip, 1957.
- La semilla vieja Caracas, 1958.
- Iltzailleak (Los asesinos). Caracas, 1961.
- Las manos grandes de la niebla. Caracas, 1964.
- Umeentzako kontuak. Sorgiñaren urrea (Cuentos para niños. El oro de la bruja) . Editado por Itxaropena, 1966.
- Itsasoa ur-bazter luzea da (El mar es una larga extensión de agua). Editado por Mensajero, 1973.
- Tres relatos vascos. Editado por Txertoa, 1974.
- Cuentos de inmigrantes. Editado por Ediciones Vascas, 1979.
- Mantal urdina (El delantar azul ). Editado por Erein, 1984.
- Mugarri galduen itsumundua (Hitos perdidos en un mundo ciego). Premio ciudad de Irún, 1985.
- Bihotza golkoan (El corazón en el golfo). Editado por Erein, 1990.
- Erretiradako trena (El tren de la retirada). Editado por Erein, 1997.
- La semilla vieja y otros cuentos. Editado por Alberdania, 2003.

### Teatro
- Ama gaxo dago (La madre está enferma). Editado por Cromotip, 1964.
- Gurpegin aspaldi gertatua (Sucedió hace mucho tiempo). Editado por argitaragabea, 1965.

### Novela
- Las brujas de Sorjín. Editado por Axular, 1975.
- Itzulera baten historia (Una historia de regreso). Editado por Elkar, 1990.
- Pedrotxo. Editado por Elkar, 1995.
- Mohamed eta parroko gorria (Mohamed y el cura rojo) Editado por Elkar, 2000.

### Trabajos históricos
- Síntesis de la historia del País Vasco. Editado por Ediciones vascas, 1974.
- Historia de Euzkadi, cinco tomos (Planeta, 1981)
- Biografía de tres figuras nacionales vascas: Arana-Goiri, Agirre, Leizaola. Editado por Sendoa, 1984.
- Lezo Urreiztieta (1907-1981) (Lezo dorado). Editado por Elkar, 1990.
- Manuel de Irujo, un hombre leal a su tiempo. Editado por Txertoa, 1992.
- Nueva síntesis de la historia del País Vasco. Editado por Ttarttalo, 1997.

### Ensayo
- Unamuno y el vascuence: contra-ensayo. Editado por Ekin, 1966.
- El problema vasco y su profunda raíz político-cultural. Editado por Caja de Ahorros Provincial de Gipúzcoa, 1980.

### Periodismo
- Imágenes de la Semana Santa en Venezuela. Editado por Caracas, 1956.
- Cuando los peces mueren de sed. Editado por Caracas, 1963.
- Hablando con los vascos. Editado por Ariel, 1974.
- Hablando con Chillida. Editado por Txertoa, 1975.
- Bajo estos techos, Editado por Caracas, 1979.
- Batasun eta zatiketaren artean (Entre la unidad y la división). Editado por Elkar, 1989.

## Premios y reconocimientos
Martín Ugalde ha obtenido varios premios a su obra así como reconocimientos a su trayectoria, tanto literaria como cultural y política.

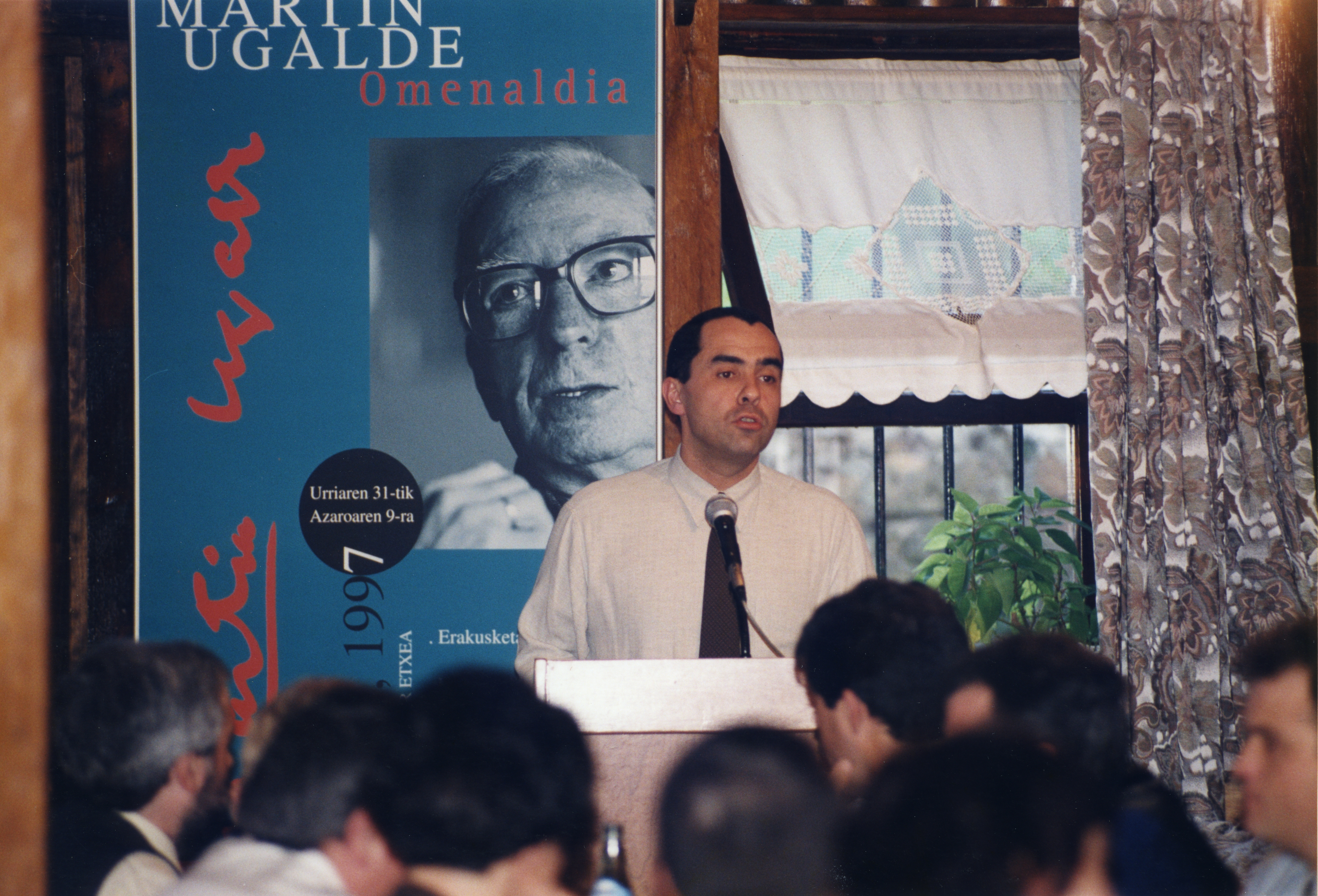
Martín Ugalde, presidente de honor de Larramendi Bazkun.

- Primer premio de cuentos literarios de EL NACIONAL, 1955.
- Primer premio de Reportajes de EL NACIONAL, 1959.
- Premio Sésamo. Madrid 1962.
- Compartió el Premio Municipal de Prosa. Caracas 1964.
- Premio Guría por su obra Los gitanos.
- Premio Lauburu de Plata, Barcelona, 1974 por su obra Hablando con los Vascos.
- Premio Ciudad de Irún, 1984 por la obra Mugarri galduen itsumundua.
- Premio Literario del País Vasco de novela en euskera, 1989 por su obra Itzulera Baten Historia.
- Premio "Txomin Agirre" de Euskaltzaindia, 1993 por su obra Pedrotxo.
- Premio Ateneo de Pamplona, 1988.

Martín Ugalde ostentaba además   los premios Café Gijón, Ignacio Aldecoa y participado como jurado en los Premios: EL NACIONAL de Caracas en cuentos, y en el Premio Municipal de Prosa de Caracas.
Fue miembro del Instituto Americano de Estudios Vascos de Buenos Aires y del Consejo de Redacción del Boletín de la Institución Sancho el Sabio.
- En 1993 Martín Ugalde fue nombrado miembro de honor de Euskaltzaindia.
- En 1997 se realiza un acto de reconocimiento a  Martín Ugalde en Andoáin y fue nombrado "Hijo predilecto".

- El 15 de diciembre de 1999  Martín Ugalde  fue nombrado "doctor honoris causa" por la Universidad del País Vasco (UPV) en el área de Periodismo, Comunicación Audiovisual y Publicidad por motivo de

En reconocimiento a su larga trayectoria profesional en el campo de la información y,  en particular, por sus contribuciones al desarrollo del euskera  en los medios de comunicación.

- En el año 2002 el Gobierno Vasco le otorgó la distinción honorífica Lan Onari junto a Jesús Altuna, Ainhoa Arteta, Juan Mari Arzak y Gaspar Vicinay.

- En 2002 el ayuntamiento de Andoáin crea, en memoria de Martín Ugalde, el Parque Cultural Martín Ugalde, un espacio que agrupa diversas empresas, entidades y asociaciones relacionadas con la lengua y la cultura vascas.

- En  2003 recibió el  "Premio Vasco Universal" junto con Ainhoa Arteta.

- En 2015 se crea la  beca de investigación Martín Ugalde por  el Parque Cultural Martín Ugalde, Ayuntamiento de Andoáin, Fundación Berria, Fundación ELKAR y la Fundación Jakin.